# الدوري الألماني لكرة السلة 2013–14
الدوري الألماني لكرة السلة 2013–14 هو موسم من الدوري الألماني لكرة السلة. أقيم خلال الفترة 3 أكتوبر 2013 وحتى 18 يونيو 2014، وشارك فيه  18 فريقاً، وفاز فيه بايرن ميونخ لكرة السلة.